# Routes-roots
Routes-roots is een muziekalbum van Dave Greenslade. Het is een muzikale autobiografie van zijn muzikale loopbaan tot 2011. Zoals de titel aangaf bestaat het album uit het teruggaan naar het begin (roots) en de muzikale route die Greenslade daarna volgde. Van band naar band en daartussendoor solo spelen. De titels van de nummers verwijzen naar momenten in zijn leven. A Valentyne is een verwijzing naar A Valentyne suite van Colosseum. Signing contracts in the dark gaat over zijn sololoopbaan. Fishakka is volgens jeugdvriend Jon Hiseman de typering van het spel van drummer Joe Morello uit de succesperiode van Dave Brubeck (jaren 50). Born to eternity is een hommage aan Joe Zawinul. 
Vlak nadat het album uitkwam ging Dave op tournee met Colosseum.

## Musici
- Dave Greenslade – toetsinstrumenten

## Muziek
| Nr. | Titel                         | Duur |
| --- | ----------------------------- | ---- |
| 1.  | Routes                        | 4:57 |
| 2.  | A Valentyne                   | 3:47 |
| 3.  | Signing contracts in the dark | 4:27 |
| 4.  | Touch of fire                 | 5:04 |
| 5.  | Conversations                 | 5:04 |
| 6.  | Fishakka                      | 4:19 |
| 7.  | Born in eternity time         | 3:18 |
| 8.  | Thanks for having me          | 3:42 |
| 9.  | Sideways                      | 3:33 |
| 10. | In dreams                     | 3:10 |
| 11. | Boogaloo                      | 2:57 |
| 12. | A last dance                  | 3:04 |
| 13. | Roots                         | 4:14 |